# 酯

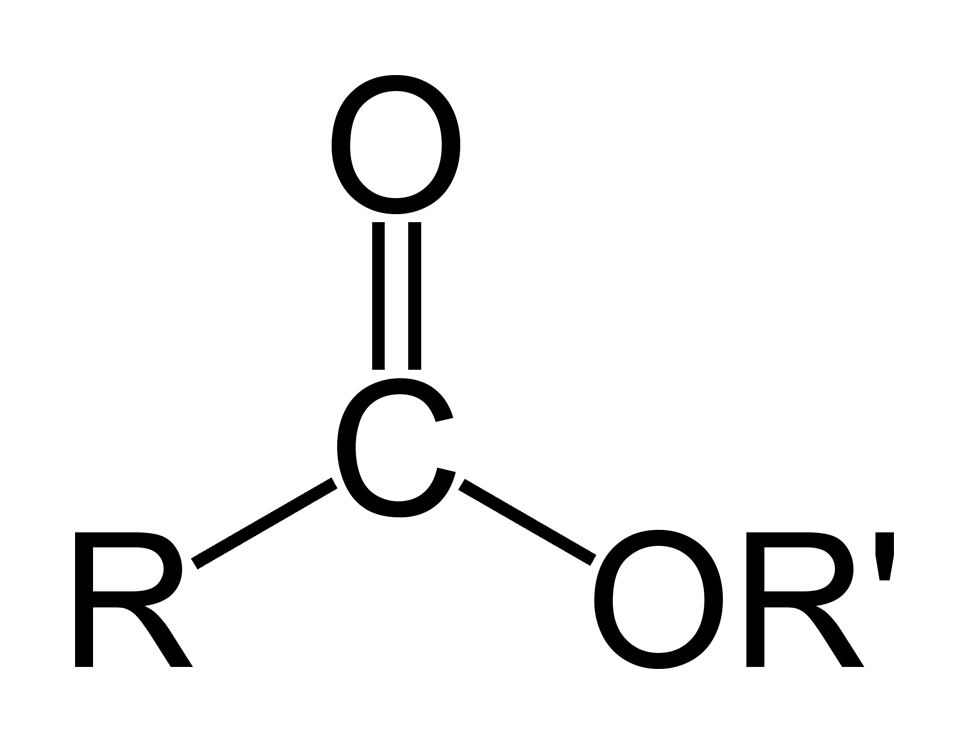
有机酸酯的通式

酯 旧称酉鹽，是指有机化学中醇與羧酸或无机含氧酸发生酯化反应生成的产物。酯類除了羧酸酯外，也有硝酸、硫酸等無機含氧酸酯。

## 字源
本字由表意的“酉”（意为含氧的官能团）和“旨”（表音）组成。应注意与“脂”的区别，脂(三酸甘油酯)是酯之一種，由甘油(丙三醇)與脂肪酸(長鏈羧酸)結合而成，所以脂不是等於酯。

## 物理性质
低級酯（低分子量的羧酸與醇製成的酯），揮發性大，難溶於水，易溶於乙醇、乙醚等有機溶劑，密度比水小且具有香味。

## 酯的制取

### 酯化反應
酯（如乙酸乙酯）可以由酸（如乙酸）和醇（如乙醇）在有浓硫酸并加热的条件下制得。因反应缓慢，需要催化剂（如：浓H2SO4）。反应式如下：
此类由酸和醇在一定条件下生成酯的反应称为酯化反应。又例如，硬脂酸与甘油酯化可得单硬脂酸甘油酯。

### 光延反应
可以用此反應製備酯。醇与三苯基膦和偶氮二羧酸二乙酯生成酯，該酯的特點是反應中發生瓦爾登翻轉，產物的構型與底物的相反。

## 酯的水解
酯類與水會慢慢水解為酸和醇：
具体以乙酸乙酯的水解为例：
酯在酸性和碱性的环境下的水解产物不同。酸性下生成醇（或酚）和酸。碱性环境中生成醇（或酚）和羧酸盐。

## 与卤代烃的对比
卤代烃可以由卤化氢（无氧酸）和醇制得，也可以发生水解反应生成卤化氢（无氧酸）和醇。所以卤代烃在某种程度上可以视为无氧酸的酯。

## 腳注
1. ↑  來自德语   ，英语旧名 acetic ether “乙酸醚”，即乙酸乙酯。